# 苏丹—阿联酋关系
苏丹—阿联酋关系可追溯至20世纪70年代初期，但在2025年5月，苏丹宣布与阿拉伯联合酋长国断交。

## 历史关系
苏丹与阿联酋的关系可以追溯到20世纪70年代初，当时苏丹共和国是最早与阿拉伯联合酋长国建立外交关系的国家之一。阿联酋于1981年与苏丹签署协议，允许苏丹劳工在阿联酋工作。随着时间推移，两国在经济和发展合作方面不断深化，阿联酋对麦洛维大坝项目的建设提供了重要支持。两国关系还扩展至航空运输、石油、矿产和制造业等领域，其中阿联酋投资者积极参与此类行业。但在2025年5月苏丹政府军指控阿联酋于内战中支持快速支援部队，同时宣布与该国断交。

## 政治关系
2009年，阿联酋通过调解苏丹与乍得的边界争端，向苏丹提供了政治帮助。2014年，苏丹改变外交政策，关闭了伊朗文化中心，与海湾国家站在了同一阵线。

### 后巴希尔时代
2019年4月苏丹总统奥马尔·巴希尔被罢黜后，阿联酋支持其下台并倾向于由军方主导的政府，而非向文官政府过渡。这一立场与包括阿卜杜勒·法塔赫·布尔汉和穆罕默德·哈姆丹·达加洛在内的苏丹将领一致。自2019年4月起，阿联酋一直支持苏丹过渡军事委员会，时任阿联酋总统哈利法·本·扎耶德·阿勒纳哈扬也表达了对苏丹后巴希尔时代过渡进程的支持。
进入2020年代，双方的政治关系不断深化。例如2022年苏丹副主席穆罕默德·哈姆丹·达加洛访问阿布扎比，吊唁已故的哈利法·本·扎耶德·阿勒纳哈扬，并就进一步合作展开磋商。阿联酋还在2020年苏丹承认以色列的进程中发挥了关键作用，阿联酋利用其与苏丹军方的关系，削弱了文官部门。
2021年4月，苏丹外交部长玛丽亚姆·马赫迪会见了阿布扎比发展基金会总干事穆罕默德·赛义夫·苏韦迪，就加强双边合作进行讨论。同年8月31日，苏丹与阿联酋启动了政府现代化战略伙伴关系，旨在深化合作与知识交流。苏丹总理阿卜杜拉·哈姆杜克与阿联酋政府发展事务部长乌胡德·鲁米举行了双边会谈，强调苏丹重返国际社会的重要性。

### 2023年苏丹内战
2024年9月，苏丹与阿联酋之间的外交紧张关系加剧。苏丹军方否认轰炸阿联酋驻喀土穆大使官邸的指控，并将责任归咎于快速支援部队。阿联酋谴责此次袭击公然违反了外交馆舍不可侵犯的基本原则，而苏丹军方则反过来指责阿联酋支持快速支援部队。同月由拉娜·努赛贝率领的阿联酋代表团访问乍得，评估苏丹难民状况，并会见苏丹民间社会领袖。
2024年12月，土耳其总统雷杰普·塔伊普·埃尔多安提出调解苏丹与阿联酋之间的争端。阿联酋外交部随后发表声明，对土耳其在苏丹冲突中的调解表示欢迎。
2025年3月6日，苏丹政府向国际法院提起诉讼，指控阿联酋支持快速支援部队，并参与达尔富尔地区针对马撒利特族群的种族灭绝罪行。阿联酋否认相关指控，并称该诉讼是“政治作秀”。2025年4月，苏丹再次向国际法院提交诉状，指控阿联酋违反《防止及惩治灭绝种族罪公约》，向快速支援部队提供武器。阿联酋对此予以驳斥，认为该案具有政治动机，并质疑国际法院的管辖权。2025年5月5日，国际法院裁定该案“明显不属于”其审理范围，并予以驳回。翌日（即5月6日）苏丹由军方支持的政府宣布与阿联酋断绝外交关系。阿联酋则回应称，不承认苏丹军方主导的国防委员会作出的断交决定。

## 经济关系

### 2000年代贸易增长
苏丹于2003年建立了自由贸易区，阿联酋对苏丹农业领域的投资被视为保障粮食安全的关键举措。
到了2008年，阿联酋已成为苏丹的第二大投资国，其投资总额达70亿美元。两国双边贸易每年增长超过30%，其中迪拜占据了约90%的贸易份额。在苏丹经济石油和外资推动下得以迅速增长，在2007年实际国内生产总值增长率达12.8%。阿联酋在2009年还通过提供1亿美元贷款协助苏丹实现财政平衡。

### 2010年代
2019年，阿联酋与沙特阿拉伯鼓励苏丹在地区事务中与其保持一致，向苏丹提供包括向其中央银行注入10亿美元在内的财政激励，以削弱苏丹对伊朗的依赖。在此背景下，苏丹对海湾国家的军事支持巩固了其在地区中的战略地位。阿联酋还承诺向苏丹由军方主导的政府提供30亿美元援助。然而阿联酋随后将援助金额削减一半，以施压苏丹承认以色列，同时继续支持军方在政治中的主导地位，这种做法对苏丹的经济稳定造成了不利影响。

### 后巴希尔时代
2020年，苏丹向阿联酋出口了总值18.6亿美元的商品，而阿联酋对苏丹的出口额为11.4亿美元。
2022年8月13日，苏丹与一个由阿联酋主导的财团签署了一项价值60亿美元的协议，计划在红海沿岸开发阿布阿马马港口及其经济区。该项目由阿布扎比主权财富基金ADQ支持，涉及建设一个工业园区、一座国际机场以及一个占地40万英亩的农业区。该财团包括阿布扎比港口集团和Invictus投资公司。
快速支援部队通过一系列商业网络为其行动筹资，其中包括走私黄金。此前大量黄金出口至阿联酋，但现已改道流向埃及。黄金在苏丹与阿联酋的贸易中占据核心地位。2024年前10个月，苏丹官方黄金出口额达15亿美元，几乎全部流向阿联酋。与此同时，由快速支援部队控制的走私路线每年通过乍得、利比亚、埃塞俄比亚和埃及非法运出相当数量的黄金。
2024年10月，总部位于阿联酋的Tradive General Trading有限责任公司被美国制裁。该公司据称由快速支援部队高级指挥官阿尔戈尼·哈姆丹·达加洛·穆萨的兄弟控制，涉嫌进口车辆并对其进行改装，用于支持快速支援部队的军事行动。

## 军事关系
2016年，苏丹与阿联酋在阿布扎比国际国家安全与韧性展览会期间签署了安全合作谅解备忘录。

### 2023年苏丹内战
自2023年以来，苏丹武装部队指控阿联酋支持快速支援部队。这是一个与苏丹军队发生激烈冲突的准军事组织，该冲突已引发内战并造成大规模流离失所和大量人员伤亡。快速支援部队与苏丹武装部队在达尔富尔地区和喀土穆等地爆发激烈战斗，期间犯下严重暴行。俄罗斯瓦格纳集团也被卷入苏丹的黄金贸易。
据英国“无人机战争”组织的说法，阿联酋向快速支援部队提供了无人机，这些在包括喀土穆在内的苏丹城市地区被用于战争，导致大量平民伤亡。报告显示，苏丹政府军与快速支援部队双方均在人员密集区部署无人机，加剧了人道主义危机。2024年6月，苏丹驻联合国大使表示，阿联酋的支持延长了战争的持续时间，进一步恶化了苏丹的人道局势。阿联酋对此予以否认，强调其致力于推动局势缓和。
国际特赦组织于2024年11月报告称，快速支援部队使用了配备法国Galix防御系统的阿联酋制造的虎式运输车，该行为可能违反了联合国对苏丹的武器禁运。苏丹军队缴获了部分该类车辆，引发外界对阿联酋军事出口的高度关注。法国Lacroix防卫公司则否认直接参与，称其防御系统是依据严格出口许可证出售给阿联酋的。阿联酋制造的虎式运输车早在2019年就已经在苏丹出现。阿联酋方面坚称，自2023年苏丹内战爆发以来未曾向苏丹提供任何军事物资，并表示其与苏丹的军事合作协议是在2020年应苏丹将领布尔汉请求下签署的。

## 人道主义援助
阿联酋在对苏丹人道援助方面作出重要贡献，包括派遣逾100多架次航班向该地区运送救援物资。1998年至2009年初，阿联酋红新月会共向苏丹提供了近5130万迪拉姆的人道主义援助。阿联酋还发起了多个医疗项目，如“迪拜光明行动”，为苏丹民众提供眼科治疗。此外2009年阿联酋还在苏丹南部部署了一家流动医院，共治疗了约6,500名患者。
在2024年4月巴黎召开的捐助国会议上，阿联酋承诺提供1亿美元援助，其中7,000万美元拨付给国际人道主义组织，3,000万美元用于支援邻国境内的苏丹难民。同年9月，阿联酋又宣布向苏丹女性难民提供1,025万美元新一轮援助，重点支持医疗保健、心理社会支持以及防治性别暴力等项目。